# Eschringen
Eschringen (Escherange en français) est un quartier de la ville allemande de Sarrebruck en Sarre. Le village fait partie du diocèse de Spire et était indépendant jusqu'en 1974.

## Histoire
Après le congrès de Vienne de 1816, Eschringen fait partie du royaume de Bavière. Après la Première Guerre mondiale, il faisait partie de la région de la Sarre-Palatinat qui a été cédée de Bavière au territoire du bassin de la Sarre .

## Héraldique
Les armoiries étaient officiellement utilisées de 1968 à 1974.
Le blason d’Eschringen consiste en une épée sous quatre feuilles de chêne. L'épée (une large merx) est une référence aux débuts du village. Les quatre feuilles de chêne symbolisent les quatre détenteurs officiels du village: les comtes de Nassau-Saarbrücken, l'ordre teutonique, la maison de Leyen et le monastère de Gräfinthal.

## Religion

### Des églises
L'église principale d'Eschringen est l'église catholique romaine St. Laurentius (Saint-Laurent). Elle a été construite entre 1929 et 1930. Le village est également doté d'une petite chapelle catholique nommée Laurentiuskapelle, construite en 1716. Selon la liste des monuments commémoratifs de la Sarre, l'église et la chapelle sont des monuments commémoratifs.

### Paroisse
Depuis 2015, St. Laurentius est devenue une partie d'une paroisse nouvellement fondée appelée Heilige Veronika Ensheim (Sainte-Véronique). Il se compose des quatre paroisses St.Peter Ensheim, St. Laurentius Eschringen, Mariä Heimsuchung (Assomption de la Vierge Marie) Ommersheim et St. Josef Heckendalheim. Heilige Veronika Ensheim appartient au diocèse de Spire et à l'archidiocèse de Bamberg.